# Vụ bắt cóc Allagash
Vụ bắt cóc Allagash là sự kiện người ngoài hành tinh bắt cóc và chứng kiến UFO có chủ đích được cho là đã xảy ra vào năm 1976. Vụ bắt cóc được đề xuất là một trò lừa bịp trong một cuộc phỏng vấn vào năm 2016 bởi một trong những người tham gia bị cáo buộc.

## Diễn biến
Hai anh em Jim Weiner và Jack Weiner cùng mấy người bạn Charles Foltz và Charles Rak tuyên bố rằng họ đã bị người ngoài hành tinh bắt cóc trong một chuyến đi cắm trại ở Allagash, Maine vào ngày 20 tháng 8 năm 1976. Theo lời kể của bốn người này, thôi miên hồi quy đã cho phép họ nhớ lại mình được đưa lên con tàu UFO hình tròn và bị "khám xét và thử nghiệm bởi những sinh vật có bốn ngón tay với đôi mắt hình quả hạnh và chân tay mỏng manh".
Raymond E. Fowler đã viết một cuốn sách về vụ bắt cóc này mang tên The Allagash Abductions. Nó còn trở thành kịch bản trong một tập phim của chương trình Unsolved Mysteries và xuất hiện trong chương trình truyền hình Abducted by UFOs.
Trong một cuộc phỏng vấn năm 2016, Chuck Rak thừa nhận rằng phần bắt cóc của câu chuyện toàn bộ là một sự bịa đặt, và chính ông đã tiếp tục kể lại chuyện này để đạt được lợi ích tài chính. Tuy nhiên, ông thừa nhận mình đã nhìn thấy một loạt các ánh sáng kỳ lạ trong một khoảng thời gian vài ngày trong chuyến đi cắm trại.